# Jezioro Czarne (Dubeninki)
Der Jezioro Czarne („Schwarzer See“,  deutsch Czarner See, 1938 bis 1945 Scharner See) ist ein Binnensee im Nordosten der polnischen Woiwodschaft Ermland-Masuren. Er liegt im Bereich der Landgemeinde Dubeninki (Dubeningken, 1938 bis 1945 Dubeningen) im Gebiet des Powiat Gołdapski (Kreis Goldap).
Der Jezioro Czarne liegt am Südrand der Rominter Heide (polnisch: Puszcza Romincka) unweit der Woiwodschaftsgrenze zu Podlachien, die hier bis 1938 fast genau die Grenze zwischen dem Deutschen Reich und Polen bildete. Hauptort am Jezioro Czarne ist das Dorf Pluszkiejmy (Plautzkehmen, 1938 bis 1945 Engern) am Nordufer, durch das die Woiwodschaftsstraße DW 651 von Gołdap über Żytkiejmy (Szittkehmen, 1938 bis 1945 Wehrkirchen) nach Sejny führt. Czarne (Czarnen, 1938 bis 1945 Scharnen), Kociołki (Kotziolken, 1910 bis 1945 Langensee) und Meszno (Meschkrupchen, 1938 bis 1945 Meschen) säumen den südlichen, nordwestlichen und nordöstlichen Uferbereich.
Der See misst eine Fläche von 1,73 km² bei einer Länge von 4 und einer Breite von 0,3 Kilometern. Die maximale Tiefe beträgt 23 Meter.